# Ichneumon aquensis
Ichneumon aquensis là một loài tò vò trong họ Ichneumonidae.